# Schuldturm (Nürnberg)

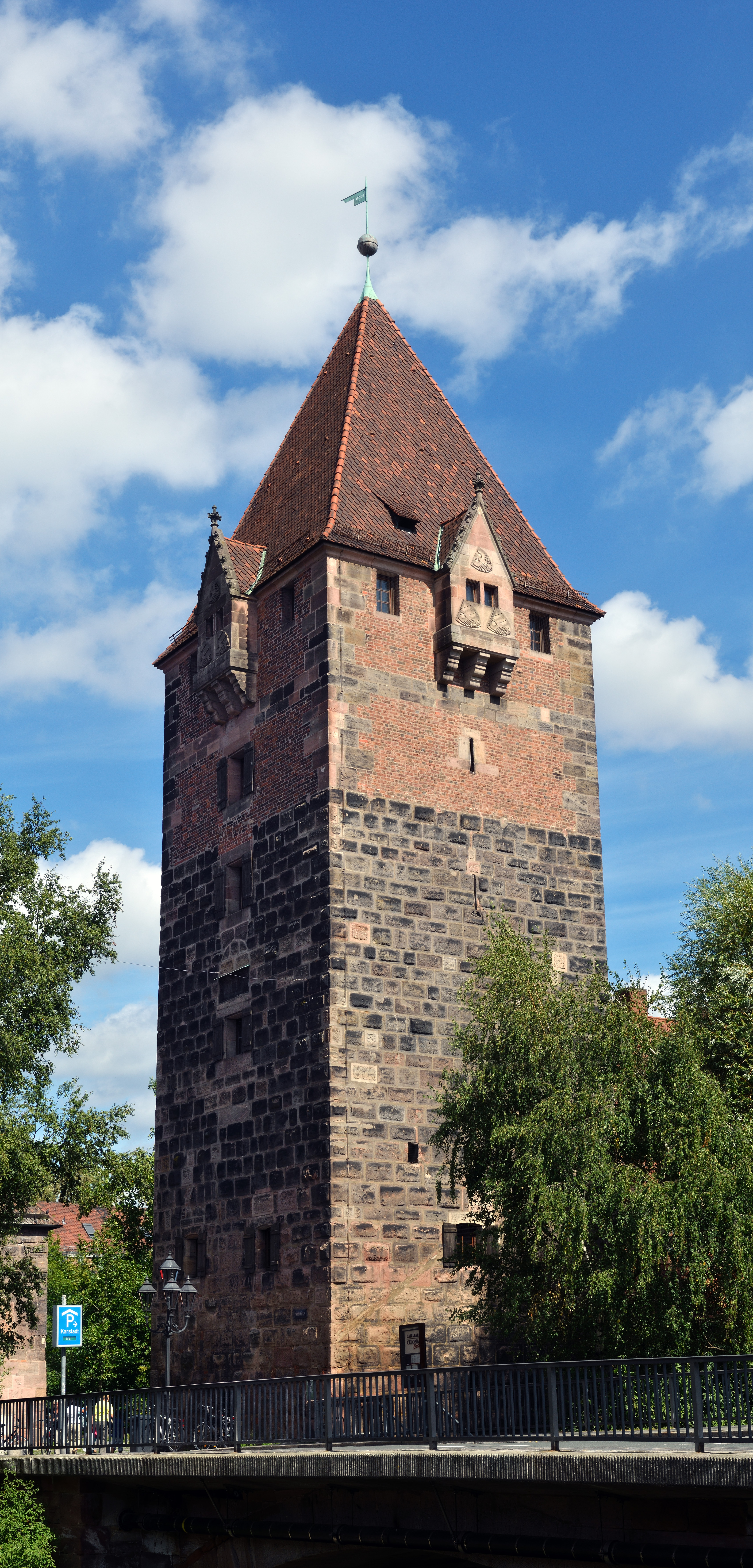
Schuldturm, 2011

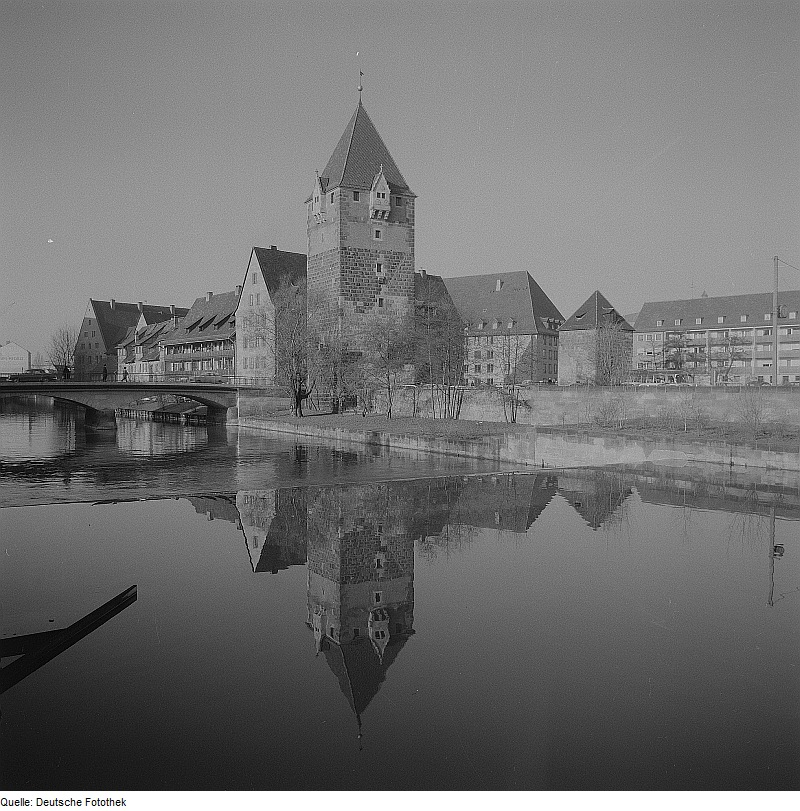
Schuldturm, um 1965

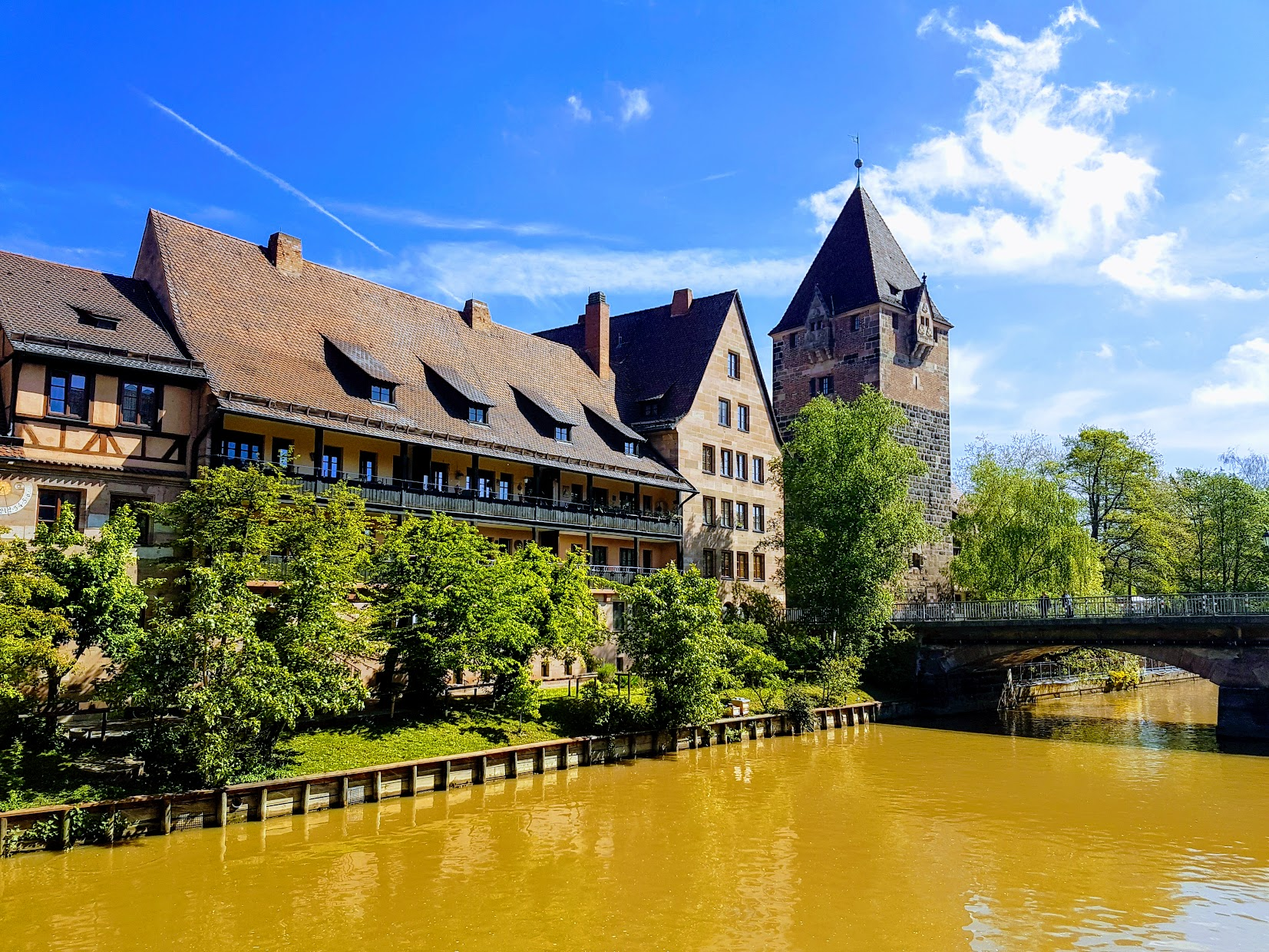
Schuldturm (2017)

Der Schuldturm ist ein Turm der vorletzten Stadtbefestigung Nürnbergs.

## Geschichte
Der Turm wurde 1323 unter dem Stadtbaumeister Conrat Stromer errichtet und steht an der Vorderen Insel Schütt 2, in der Sebalder Altstadt. Zusammen mit dem Laufer Schlagturm und dem Weißen Turm ist er einer der wenigen erhaltenen Türme der vorletzten Stadtummauuerung Nürnbergs. Der nach dem Übergang der Reichsstadt zum Königreich Bayern geplante Abriss konnte durch den Widerstand der Nürnberger Bürger verhindert werden. Während er früher in die Stadtmauer eingebaut war, steht er heute frei auf der Insel Schütt.
Der Turm ist einer von ehemals zwei Türmen, die mit der Schuldturmbrücke (heute: Heubrücke) verbunden waren. Nach dem Bau der letzten Stadtbefestigung wurden die Türme zu Schuldgefängnissen umfunktioniert und auch als sogenannte Narrenhäuslein für Geisteskranke genutzt. Der noch bestehende Schuldturm wurde als Männerschuldturm, Männereisen oder Faulturm bezeichnet, während der am nördlichen Arm der Pegnitz gelegene Turm Frauenschuldturm oder Weibereisen genannt wurde. Die beiden Türme waren durch einen Wehrgang verbunden. Der Frauenschuldturm wurde bereits kurz nach dem Übergang der Reichsstadt zu Bayern zum Teil abgebrochen.
Noch um 1800 soll sich im Männerschuldturm ein Geldstock für Almosen befunden haben, die durch lautes Schreien der Gefangenen von den Vorübergehenden erbettelt wurden.

## Bekannte Insassen
- Hans IV. Stromer (genannt der Bratwurst-Stromer) (1517–1592), Ratsherr, Stadtrichter und Angehöriger der Patrizierfamilie Stromer von Reichenbach, wurde 1559 wegen Geheimnisverrats und unflätiger Reden zu lebenslanger Haft im Schuldturm verurteilt. Als Patrizier hatte er einen Wunsch frei und wünschte sich, auf Kosten der Stadt jeden Tag zwei Bratwürste zu bekommen. Bis zu seinem Selbstmord soll ihm dieser Wunsch 33 Jahre lang erfüllt worden sein.

- Christian Ludwig Kaulitz (1693–1744) verstarb nach 23-jähriger Haft im Schuldturm. Er wurde vom Inneren Rat wegen seiner gestochen scharfen Schrift als Geheimschreiber und zum Kopieren handgezeichneter Karten benutzt. Er schuf eine kolorierte Ansicht des gegenüberliegenden Frauenschuldturms und des Heilig-Geist-Spitals mit der Heubrücke.